# Edwin Velasco
Edwin Alexis Velasco Uzuriaga, noto semplicemente come Edwin Velasco (Padilla, 5 novembre 1991), è un calciatore colombiano, difensore dell'América de Cali.

## Palmarès

### Club

#### Competizioni nazionali
- Copa Colombia: 1

Atlético Nacional: 2016
- Campionato colombiano: 3

Atlético Nacional: 2017-I
América de Cali: 2019-II, 2020

#### Competizioni internazionali
- Coppa Libertadores: 1

Atlético Nacional: 2016
- Recopa Sudamericana: 1

Atlético Nacional: 2017